# Sweatshops
Sweatshops è il secondo album in studio della band death metal milanese Node, pubblicato dall'etichetta italiana Scarlet Records il 25 febbraio del 2002, a quattro anni di distanza dal precedente Technical Crime.

## L'album
L'album è stato registrato nel periodo agosto-ottobre 2001 presso gli Underground Studio di Västerås (Svezia) da Pelle Saether e Lars Linden (Carnal Forge), e masterizzato presso i Massive Art studio di Milano (Italia) da Alberto Cutolo.
Rispetto al suo predecessore, Sweatshops mostra una maggiore attenzione alle melodie, tanto da avvicinare l'album alla scena melodic death metal di matrice svedese. Un altro cambiamento importante riguarda la line-up: Daniel Botti (cantante) decide di imbracciare anche la chitarra dopo la fuoruscita di Steve Minelli (ex-Death SS), Gary D'Eramo (voce nell'EP di esordio Ask) rientra nella band in qualità di chitarrista e Mario Giannini sostituisce Oinos (ex-Sadist) alla batteria.
Nel 2010, l'etichetta metal italiana Punishment 18 ha ristampato Sweatshops con l'aggiunta di cinque bonus track registrate durante alcune esibizioni dal vivo della band nel 2007 e nel 2008.

## Tracce
1. History Seeds
2. Jerry Mander
3. Sacristan' Scorn Towards Water
4. Bloody Hills
5. Behaviours
6. Last Doctor
7. No Title, No Bible
8. Thanathophobia
9. The Plot Thickens
10. Das Kapital (Live In Geiselwind, Germany - July 2007) – bonus track 2010
11. Cancer (Live In Geiselwind, Germany - July 2007) – bonus track 2010
12. Shotgun Blast Propaganda (Live In Geiselwind, Germany - July 2007) – bonus track 2010
13. Watcher Of A Failed Generation (Live In Geiselwind, Germany - July 2007) – bonus track 2010
14. Das Kapital (Live In Milano, Italy - March 2008) – bonus track 2010